# Battaglia di Capo d'Orso
La battaglia di Capo d'Orso, nota anche come battaglia della Cava e battaglia di Amalfi, fu uno scontro navale svoltosi tra le ore 17:00 e le ore 21:00 del 28 aprile 1528 nel contesto della guerra della Lega di Cognac. Una flotta francese inflisse una schiacciante sconfitta alla flotta del Regno di Napoli sotto il comando spagnolo nei pressi di Capo d'Orso, un promontorio situato nel Golfo di Salerno al largo di Maiori, laddove le forze spagnole stavano cercavano di rompere l'assedio francese della città di Napoli.
La battaglia diede ai Francesi il controllo completo del mare. Tatticamente dimostrò la superiorità delle galee genovesi scelte dalla flotta francese rispetto a quelle spagnole, più lente e meno agili, nonostante la presenza a bordo di un folto gruppo di soldati spagnoli veterani. Come testimoniato da Paolo Giovio, "la vittoria è arrivata con l'astuzia marinaresca più che con la forza bruta".

## Antefatti
Francesco I di Francia, dopo l'umiliante sconfitta subita a Pavia nel 1525, riaccese la guerra in Italia, questa volta con il sostegno di Papa Clemente VII, della Repubblica di Venezia, del Regno d'Inghilterra, del Ducato di Milano e della Repubblica di Firenze, tutti facenti parte della Lega del Cognac e preoccupati per l'ascesa di Carlo V in Italia e in Europa. Il conflitto iniziò nel 1526.
Nonostante alcuni importanti successi iniziali come il sacco di Roma del 1527, l'esercito spagnolo si stava rapidamente disintegrando a causa della drammatica mancanza di fondi. Alla fine del 1527, un esercito francese capeggiato dal visconte di Lautrec si stava spostando verso sud dall'Italia centrale, catturando le città una dopo l'altra e spingendo rapidamente gli Spagnoli fuori dal loro prezioso possedimento nella regione, il Regno di Napoli. Se la città di Napoli fosse caduta in mano francese, Carlo V avrebbe perso il suo ultimo punto d'appoggio nella penisola e la Francia sarebbe diventata la potenza dominante nel Mediterraneo centrale.

## Assedio di Napoli

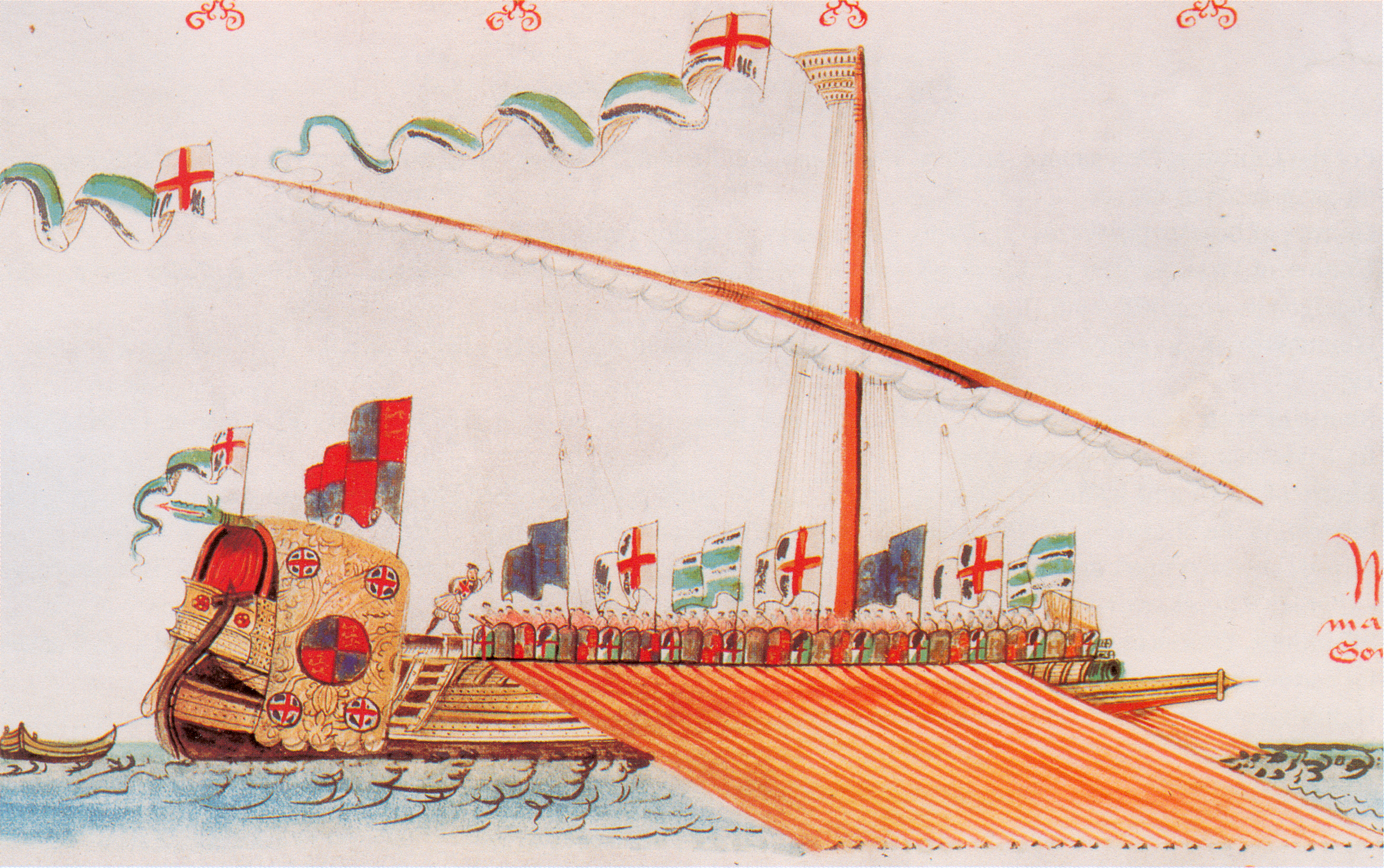
Galea in stile mediterraneo (Anthony Roll, 1546 circa).

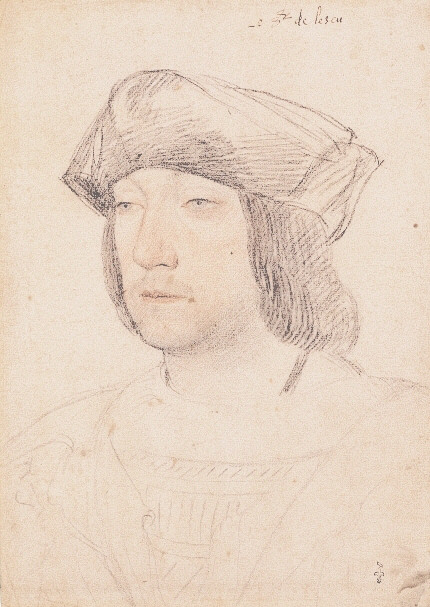
Ritratto del visconte di Lautrec (Jean Clouet, inizi del XVI secolo, Museo Condé)

Verso la metà di aprile del 1528 le forze francesi guidate dal visconte di Lautrec raggiunsero le mura di Napoli. La città era ben difesa e i tentativi di impadronirsene con la forza via terra e via mare furono respinti, pertanto iniziò un vero e proprio assedio. I Francesi tagliarono gli acquedotti che portavano l'acqua dolce a Napoli e, poiché la città disponeva di pochi pozzi, la sete divenne presto un problema per gli assediati. Anche le scorte di cibo erano piuttosto scarse. Gli Spagnoli avevano solo vino e carne per 20 giorni e scorte di grano che potevano durare dai 3 ai 5 mesi. I Francesi avevano anche occupato i principali mulini della regione e non ce n'erano in città, costringendo gli Spagnoli a utilizzare i mulini a mano ad alta intensità di manodopera. Le spie informarono i veneziani di diversi ammutinamenti nell'esercito tra reggimenti tedeschi, italiani e spagnoli.
Napoli poteva essere rifornita anche dal mare, poiché la Sicilia era ricca di cereali ed era ancora in mano agli Spagnoli. I Francesi inviarono a Napoli parte della loro flotta, vale a dire uno squadrone di galee appartenenti agli armatori mercenari Andrea Doria e Antonio Doria, al soldo dei Francesi a partire dal 1522. Questo squadrone era al comando del nipote di Andrea Doria, Filippino, ed aveva come comandante in seconda il nobile genovese Nicolò Lomellino. Le pattuglie della flotta francese impedirono l'arrivo di rifornimenti dalla Sicilia: a metà aprile due navi che trasportavano grano per i napoletani assediati furono intercettate da Filippino Doria. La flotta conquistò anche diversi punti lungo la costa (Capri, Pozzuoli, Castellammare di Stabia e Procida). Il numero di navi della flotta francese era tuttavia insufficiente per mantenere il blocco completamente stretto, poiché le galee non potevano trascorrere più di poche ore in mare in quel momento e le galee francesi dovevano tornare ogni notte alla loro base vicino a Salerno. I Francesi rifiutarono di consentire ad Andrea Doria di inviare altre galee nell'Italia meridionale, poiché si aspettavano un rapido rinforzo della flotta veneziana, che allora navigava intorno alla Puglia, per paralizzare completamente Napoli. Ma i veneziani furono rallentati dal cattivo stato delle loro galee e da diverse operazioni contro le roccaforti spagnole in Puglia, tra cui Monopoli, Otranto e Lecce.
In città gli Spagnoli attendevano rinforzi navali dalla Sicilia, ma questi non si concretizzarono. Lo squadrone napoletano avrebbe dovuto affrontare da solo i Francesi. Era composto da galee noleggiate da armatori castigliani, catalani e italiani agli ordini della corona spagnola. Con solo sei grandi galee, era in inferiorità numerica e di armi rispetto alle otto navi francesi. In genere, i capitani spagnoli evitavano il contatto con il nemico e si affidavano alla furtività per le loro operazioni fuori dal porto. Ad esempio, sperando di passare inosservata e di poter sbarcare a Gaeta o a Castellammare di Stabia, dove poter utilizzare i mulini a vento per macinare il grano e trasformarlo in farina, la flotta spagnola prese il mare la mattina del 27 aprile 1528. Ma lo squadrone napoletano fu rapidamente avvistato dai Francesi, i quali manovrarono la loro flotta per intercettare le galee napoletane. Impreparata alla battaglia, la flotta spagnola optò per una frettolosa ritirata al sicuro nel porto.

## Il piano d'azione spagnolo
Nonostante la loro inferiorità, il comando spagnolo decise di attaccare la flotta francese. Lo storico Maurizio Arfaioli ipotizza che la scelta possa essere stata il risultato di un gioco di potere all'interno dell'alto comando spagnolo, poiché Hugo de Moncada, veterano di numerose campagne nel Mediterraneo, vide in un'operazione navale la migliore possibilità per contrastare l'importanza dei giovani Filiberto di Chalon, principe d'Orange, brillante generale ma che non aveva mai combattuto sul mare. Il battibecco dei generali spagnoli portò alla designazione di un terzo uomo a capo della flottiglia, Alfonso d'Avalos, marchese del Vasto, ma don Hugo si unì comunque alla flotta, anche se non come comandante principale, mentre Filiberto di Chalon rimase a Napoli.
Consapevoli della maggiore abilità marinara dei genovesi, gli Spagnoli decisero di riempire le loro galere di "truppe scelte" per garantirsi la superiorità durante la fase corpo a corpo del combattimento, una volta agganciate le navi l'una all'altra ed inviate le squadre d'abbordaggio contro le navi nemiche. Circa 700 soldati spagnoli veterani e 200 lanzichenecchi tedeschi al comando di Konrad Glorn furono imbarcati sulle galee per integrare i marinai spagnoli. Per far sembrare la flotta spagnola più grande di quanto non fosse in realtà, si decise che numerose altre navi minori si unissero alle galee.
Furono inoltre prese misure per garantire la lealtà degli ufficiali e dei marinai della marina genovese in servizio nello squadrone napoletano, poiché gli Spagnoli dovevano essere affrontati da una flotta francese fortemente equipaggiata dai loro connazionali. Fu sospettato in particolare il comandante dello squadrone napoletano, Fabrizio Giustiniani, in quanto suocero di Antonio Doria, uno dei principali mercenari al servizio della fazione francese.

## Ordine di battaglia
| Flotta spagnola |
| - 6 galee dello squadrone napoletano della marina spagnola - Gobba - Fabrizio Giustiniani, detto "il Gobbo" - Sicana (Santa Barbara) - sconosciuto capitano catalano chiamato Sechanies - Villamarina (o Sant'Andrea) - Bernardo Villamarino - Capitana (ammiraglia) - Alfonso d'Avalos - Perpignana - Orazio de Barletta - Calabrese - Francès de Loria - 2 fuste - 3 brigantini - Molte navi minori |

| Flotta francese |
| - 8 galee appartenenti ad Andrea Doria (7) e Antonio Doria (1) - Pellegrina - Donzella - Capitana (ammiraglia) – Filippino Doria - Fortuna - Sirena - Nettuna – Nicolò Lomellino - Signora - Mora |

## La battaglia

### L'avvicinamento

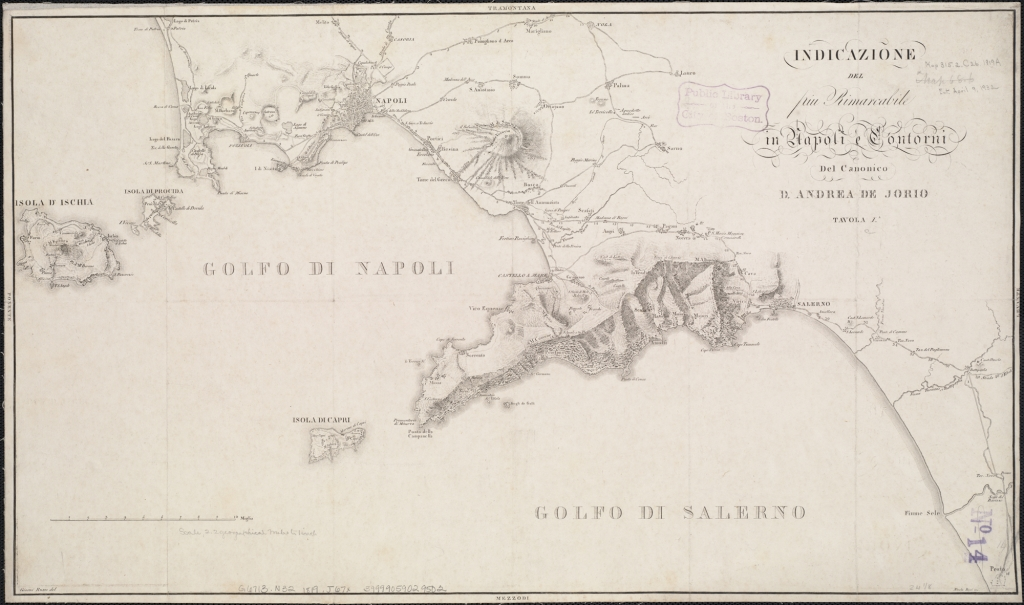
I Golfi di Napoli e Salerno (Andrea Jorio, 1819).

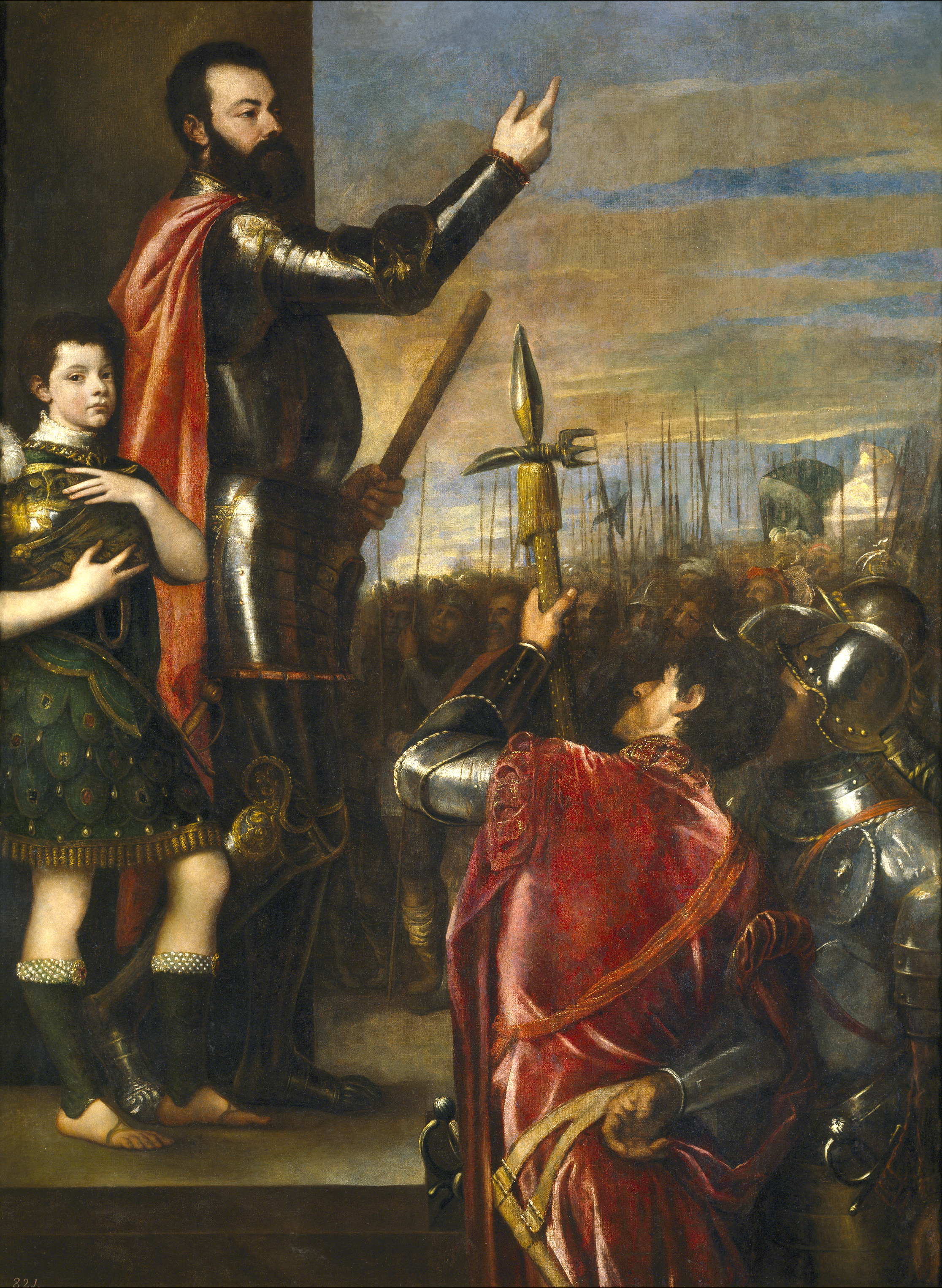
Alfonso d'Avalos si rivolge alle sue truppe nel 1537 (dipinto ad olio di Tiziano, 1540 circa, Museo del Prado, Madrid).

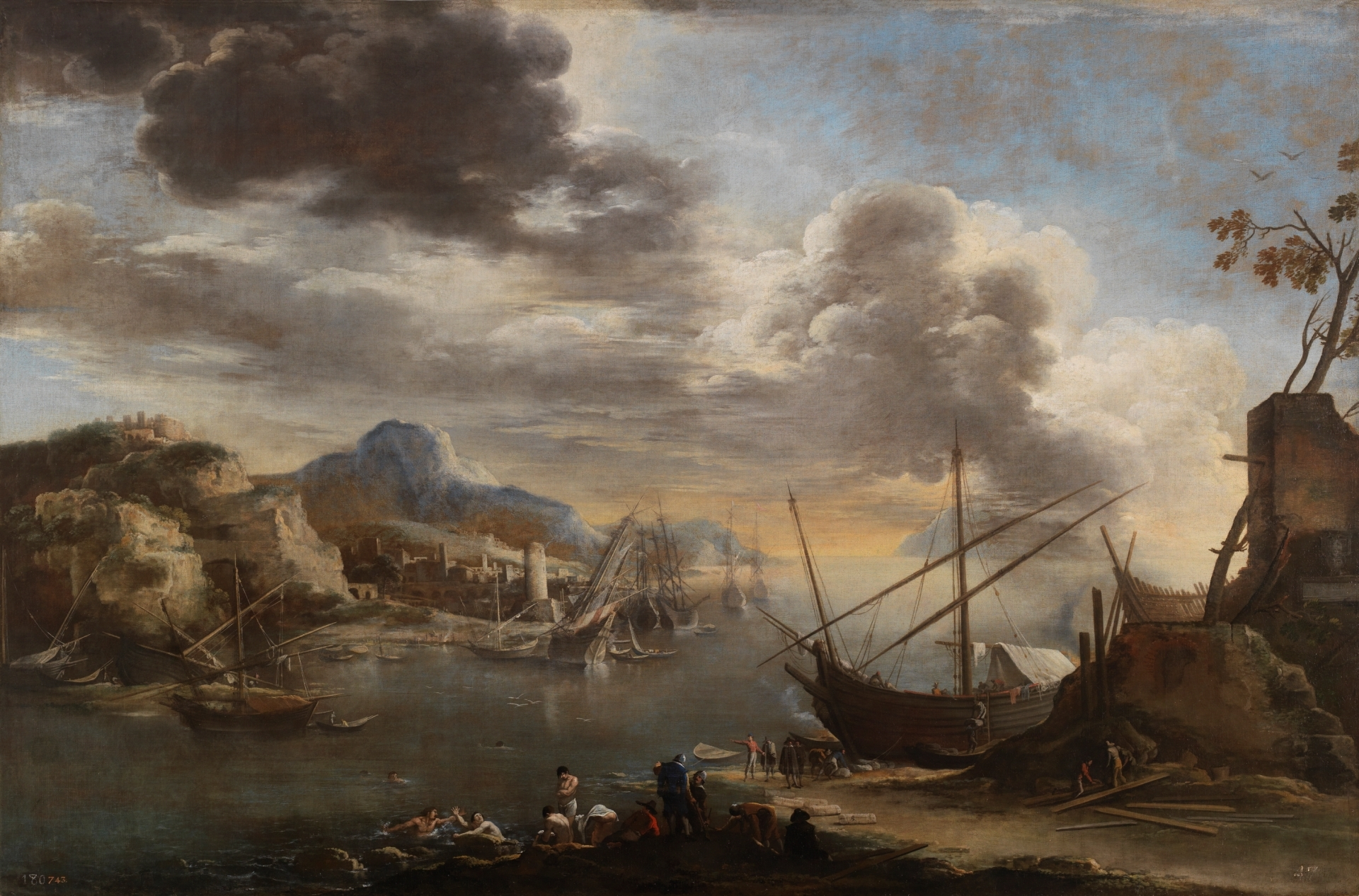
Veduta del Golfo di Salerno (Salvator Rosa, olio su tela, 1640 circa, Museo del Prado, Madrid)

La sera del 27 aprile 1528, la flotta spagnola lasciò nuovamente il porto di Napoli e navigò verso ovest per un miglio nautico e mezzo fino a Posillipo, appena fuori dalle mura della città, e lì trascorse la notte. Nelle prime ore del mattino del 28 aprile, le flotte spagnole salparono verso sud verso Capri, a 17 miglia nautiche da Napoli. Questa volta la flotta spagnola era stata avvistata tardi dalle vedette francesi e la flotta di Filippino Doria era ancora ferma a Salerno. Gli Spagnoli avrebbero potuto navigare incontrastati nel Golfo di Napoli e potenzialmente catturare la flotta francese, ancora ferma e incapace di combatterli.
Filippino Doria inviò una pressante richiesta di rinforzi al comandante francese, il visconte di Lautrec. Ma l'accampamento francese era lontano e nessun appoggio avrebbe raggiunto la flotta prima di metà pomeriggio. Diversi autori dell'epoca raccontarono che, una volta a Capri, gli ufficiali della flotta spagnola pranzarono tranquillamente (pare che Hugo de Moncada avesse portato con sé dei musicisti) e gli uomini ascoltarono una lunga predica dell'eremita portoghese Gonsalvo Baretta (che li invitò a combattere i genovesi, soprannominandoli “mori bianchi”). La flotta spagnola lasciò Capri nel pomeriggio, raggiunse Punta Campanella e procedette ad est verso Amalfi. I ritardi causati dal pranzo e dalla predica dell'eremita furono sufficienti ai rinforzi francesi per raggiungere la flotta spagnola. Alle ore 16:00 circa 300 moschettieri guasconi al comando di Gilbert du Croq arrivarono a Vietri e vennero frettolosamente imbarcati sulle galee per integrare la marina genovese, dopodiché la flotta francese navigò verso lo squadrone spagnolo, intercettandolo infine a Capo d'Orso.

### L'iniziale vantaggio spagnolo
Con dozzine di navi, le flotte spagnole sembravano davvero impressionanti e tre navi francesi – la Nettuna, la Signora e la Mora – ruppero la formazione e fuggirono verso sud. Con le sue navi rimanenti, Filippino Doria era in gran parte in inferiorità numerica. I marinai genovesi, consapevoli dello svantaggio, si considerarono morti. Il capitano genovese attaccò comunque il nemico intorno alle 17:00. La flotta francese aprì per prima il fuoco con i grossi cannoni di prua. Uno dei colpi sparati dal basilisco principale della Capitana di Filippino Doria uccise 32 soldati e ufficiali spagnoli a bordo della Capitana di d'Avalos. L'artiglieria spagnola, d'altra parte, era in gran parte inefficace. La fanteria spagnola, esposta alle galee, fu esposta anche al pesante fuoco dei moschettieri guasconi, protetti da una palizzata a bordo delle navi francesi, ma l'equipaggio spagnolo riuscì ad afferrare l'ammiraglia francese e i soldati spagnoli abbordarono l'avversario.
Nonostante le perdite, il resto della flotta spagnola riuscì comunque a manovrare e ad iniziare a salire a bordo di tre delle altre quattro galee francesi rimaste. Sul fianco settentrionale le navi spagnole Gobba, Sicana e Villamarina circondarono le navi francesi Pellegrina e Donzella. Le squadre d'imbarco erano guidate dai capitani Cesare Fieramosca e Garcia Manrique de Lara. Entrambe le navi francesi erano in grandi difficoltà e stavano per essere catturate. Nel frattempo, sul fianco meridionale, anche i lanzichenecchi tedeschi a bordo delle galee spagnole Perpignana e Calabrese ebbero un combattimento ravvicinato con le navi francesi Fortuna e Sirena. La Sirena fu isolata e catturata.

### Il contrattacco francese
In grave inferiorità numerica, era improbabile che i francesi resistessero a lungo, ma mentre infuriava la battaglia, le tre navi francesi che avevano rotto la formazione in precedenza cambiarono rotta e tornarono a combattere. Fu uno stratagemma di Filippino Doria messo in atto dal suo comandante in seconda Nicolò Lomellino. Viaggiando verso nord-est nel tardo pomeriggio, le tre galee potevano essere nascoste alla vista dal tramonto e non essere rilevate dalla flotta spagnola.
Le tre navi di Nicolò Lomelino attaccarono da dietro la Capitana. Dopo essere stata colpita dall'artiglieria, l'ammiraglia spagnola fu speronata dalla Nettuna di Lomellino. Lo scontro corpo a corpo che ne seguì fu particolarmente sanguinoso. Diversi ufficiali spagnoli furono uccisi, tra cui Hugo de Moncada, colpito da due palle di archibugi; egli morì gridando "Combattete fratelli, la vittoria è nostra". I soldati genovesi dimostrarono grande abilità nel combattimento e vennero definiti da un testimone "come leopardi che saltano da una galea all'altra". Le vittime aumentavano da entrambe le parti: i guasconi avevano perso più della metà dei loro uomini e i francesi erano ancora notevolmente in inferiorità numerica e si trovavano in difficoltà. Per far pendere la bilancia a suo favore, Filippino Doria liberò dalle catene i rematori e la ciurma, composta da delinquenti, criminali e prigionieri musulmani, e promise loro la libertà se avessero combattuto per lui; essi accettarono e salirono a bordo delle navi spagnole. Una volta sconfitti, i pochi Spagnoli sopravvissuti furono costretti ad arrendersi.
Le tre galee di Lomellino si rivolsero poi ad altre tre galee spagnole, la Pellegrina, la Donzella e la Gobba. Avvicinandosi, le navi francesi scatenarono «una tempesta di palle di cannone grosse come la grandine». Fabrizio Giustiniani, detto "il Gobbo", fu ferito e messo fuori combattimento, mentre il capitano napoletano Cesare Fieramosca, comandante della fanteria, fu gettato in mare con un colpo diretto. La Gobba venne abbordata e dovette arrendersi. Le truppe spagnole sulle altre due galee, nonostante il supporto di due brigantini e due velieri baschi, erano chiaramente in inferiorità numerica. I loro remi erano rotti e cominciavano ad affondare, quindi non potevano disimpegnarsi e scappare. Anche gli Spagnoli dovettero rinunciare al combattimento e arrendersi mentre le due galee affondavano. Il capitano e marinaio spagnolo Bernardo Villamarino, il conestabile Ascanio Colonna e suo fratello Camillo Colonna furono fatti prigionieri; anche le due fuste che li sostenevano furono catturate.
Le ultime due galee spagnole, la Calabrese e la Perpignana, erano ancora impegnate con il resto della flotta francese. Una squadra d'abbordaggio francese, guidata da François de Scépeaux de Vieilleville, era riuscita addirittura a impadronirsi di parte della Perpignana. Vedendo che tutto era perduto, gli equipaggi delle navi spagnole riuscirono comunque a tagliare i rampini che li legavano alle galee francesi e a salpare, con a bordo il gruppo francese, ora fatto prigioniero. Erano circa le 21:00 ("ad una hora di notte"): la battaglia era durata quattro ore.

### Sviluppi successivi

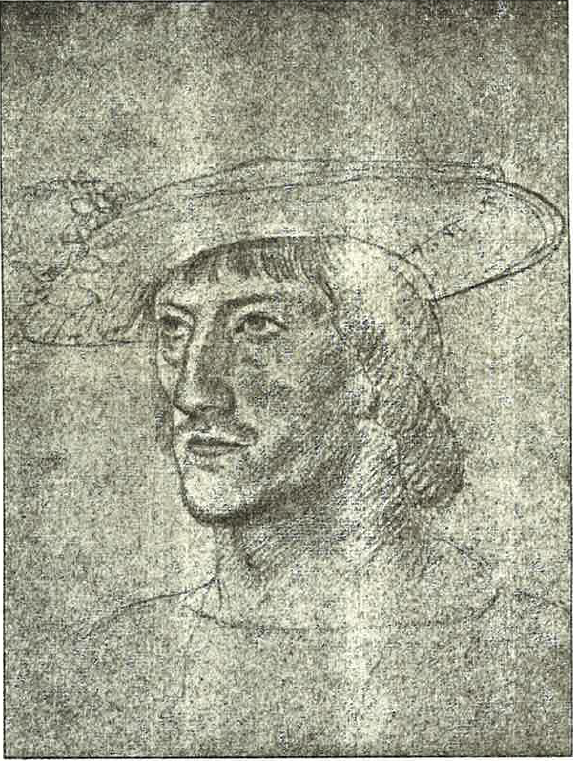
Ritratto di Filiberto di Chalon, principe d'Orange

La Calabrese fu la prima nave a ritornare a Napoli. Irritato da quella che considerava una codardia, il principe d'Orange fece immediatamente impiccare tutti gli ufficiali della nave, compreso il suo capitano, il catalano Francès de Loria, davanti al porto. Comprendendo cosa lo aspettava, Orazio de Barletta, il capitano della Perpignana, decise di non tornare a Napoli e si diresse verso ovest con a bordo i prigionieri francesi e scomparve nel buio.
Il giorno successivo, il principe d'Orange varò la Calabrese ristrutturata e sotto un nuovo capitano all'inseguimento di Orazio de Barletta. Lo incontrò vicino a Capri al traino di una galea francese apparentemente catturata durante la notte. Ma quando la Calabrese si avvicinò, Orazio de Barletta aprì il fuoco sulla nave spagnola. Durante la notte aveva cambiato schieramento ed era salito a bordo della nave spagnola insieme alle truppe francesi della galea che rimorchiava. Il nuovo capitano della Calabrese, Alfonso Caraccioli, dovette arrendersi.

## Conseguenze

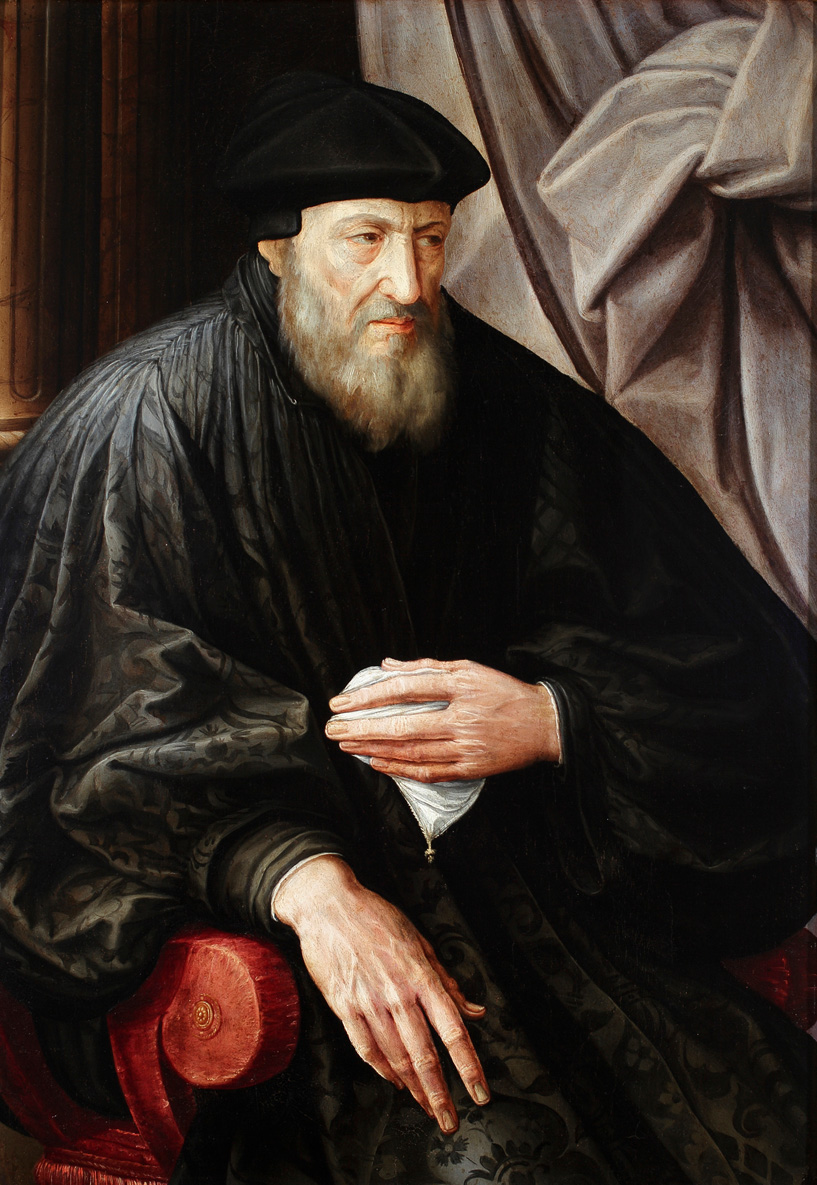
Ritratto di Andrea Doria (Jan Matsys, 1555, dipinto ad olio, Galleria di Palazzo Bianco)

Lo squadrone napoletano era stato completamente annientato durante la battaglia di Capo d'Orso. Gli Spagnoli non potevano più sperare di sfondare il blocco francese. Preoccupate per la sorte dei mariti, le donne napoletane delegarono Paolo Giovio ad informarsi sulle perdite. Egli riferì che tra i 700 e gli 800 uomini della fazione spagnola erano stati uccisi ("il fiore dell'esercito spagnolo") e che circa altrettanti erano stati fatti prigionieri dai francesi. Numerosi nobili, ufficiali e amministratori di alto rango furono uccisi o fatti prigionieri, tra cui il comandante della flotta Alfonso d'Avalos. Tra i soldati le perdite furono sconcertanti: sulla Capitana erano morti tutti i 150 soldati a bordo, mentre sulla Gobba erano periti 103 soldati su 108. La descrizione delle galee fatta da Paolo Giovio dopo la battaglia fu davvero raccapricciante.
Anche da parte francese le perdite furono molto pesanti, poiché la maggior parte dei moschettieri guasconi e un buon numero di marinai genovesi erano morti. Circa 500 uomini di Filippino Doria erano morti. Su alcune galere i Francesi avevano perso il 75% dei loro soldati. Il cardinale Pompeo Colonna notò subito dopo che fu "la più crudele e sanguinolenta battaglia combattuta sul mare dei nostri tempi". Papa Clemente VII vide nella sconfitta spagnola il giusto castigo per coloro che un anno prima avevano saccheggiato la Città Santa, dichiarando: «il Dio immortale non è stato un titubante e tardivo vendicatore di questo infame delitto»
L'assedio di Napoli continuò sia via terra che via mare. Il 1º maggio venne ucciso sotto le mura della città il capitano francese al comando dei moschettieri guasconi nella battaglia di Capo d'Orso. Ma l'11 giugno arrivò la tanto attesa flotta veneziana, rafforzando così ancora di più il blocco della città. Il 13 maggio la notizia della battaglia raggiunse il re francese a Parigi e immediatamente si tenne una messa te deum nella Cattedrale di Notre-Dame. A Napoli le scorte di cibo si stavano esaurendo rapidamente: il 14 giugno già il Principe d'Orange annotava la scarsità di viveri. Nella migliore delle ipotesi la città avrebbe potuto resistere ancora per qualche settimana prima che la carestia costringesse le truppe spagnole ad arrendersi.
I vincitori, tuttavia, avevano cominciato a litigare per i prigionieri. I mercenari genovesi, in particolare, rifiutarono di consegnare i principali prigionieri spagnoli al visconte di Lautrec poiché i Francesi avevano precedentemente tenuto per sé i riscatti. Filippino Doria inviò invece i prigionieri più importanti a suo zio Andrea Doria a Genova. Là il marchese d'Avalos aprì trattative con l'ammiraglio genovese affinché questi cambiasse schieramento con la sua flotta privata. Durante il mese di giugno si scambiarono lettere con l'imperatore e re di Spagna Carlo V. Infine, il 30 giugno, Andrea Doria si dichiarò favorevole agli Asburgo e ritirò il suo sostegno alla Francia. Il 4 luglio la notizia giunse a Napoli e Filippino Doria abbandonò l'assedio di Napoli con le sue galee.
Il blocco marittimo di Napoli fu revocato, mentre nell'accampamento francese scoppiò un'epidemia che assottigliò le file degli assedianti. Il 15 agosto, lo stesso visconte di Lautrec morì di malattia e le truppe francesi dovettero ritirarsi dall'Italia meridionale.

## Nella cultura popolare
A differenza di molte famose battaglie del XVI secolo, come Marignano, Pavia o Lepanto, la battaglia di Capo d'Orso suscitò poca attenzione. Esiste comunque un lungo componimento poetico, attribuito ad un partecipante alla battaglia, Lodovico Martelli, ed inserito nella raccolta di Agostino Ferentilli del 1571 Scielta di stanze di diversi autori toscani, in cui vengono descritte le fasi concitate del conflitto navale.